# Coppa del Mondo di slittino 1995
La Coppa del Mondo di slittino 1994/95, diciottesima edizione della manifestazione organizzata dalla Federazione Internazionale Slittino, ebbe inizio il 26 novembre 1994 ad Igls, in Austria, e si concluse il 19 febbraio 1995 ad Altenberg, in Germania. Furono disputate trenta gare, dieci per ogni tipologia (singolo uomini, singolo donne ed il doppio) in otto differenti località. Nel corso della stagione si tennero anche i Campionati mondiali di slittino 1995 a Lillehammer, in Norvegia, competizione non valida ai fini della Coppa del Mondo.
Le coppe di cristallo, trofeo conferito ai vincitori del circuito, furono assegnate all'austriaco Markus Prock per quanto concerne la classifica del singolo uomini, la tedesca Sylke Otto conquistò il trofeo del singolo donne mentre la coppia teutonica formata da Stefan Krauße e Jan Behrendt si aggiudicò la vittoria del doppio.

## Risultati
| Data                | Località     | Nazione  | Specialità       | Primi classificati                               | Secondi classificati                        | Terzi classificati                          |
| ------------------- | ------------ | -------- | ---------------- | ------------------------------------------------ | ------------------------------------------- | ------------------------------------------- |
| 26-27 novembre 1994 | Igls         | Austria  | Donne – Singolo  | Sylke Otto Germania                              | Gerda Weissensteiner Italia                 | Natalija Jakušenko Ucraina                  |
| 26 novembre 1994    | Igls         | Austria  | Uomini – Singolo | Markus Prock Austria                             | Jens Müller Germania                        | Gerhard Gleirscher Austria                  |
| 26-27 novembre 1994 | Igls         | Austria  | Uomini – Doppio  | Stefan Krauße Jan Behrendt Germania              | Christopher Thorpe Gordon Sheer Stati Uniti | Kurt Brugger Wilfried Huber Italia          |
| 26-27 novembre 1994 | Igls         | Austria  | Donne – Singolo  | Jana Bode Germania                               | Sylke Otto Germania                         | Natalija Jakušenko Ucraina                  |
| 27 novembre 1994    | Igls         | Austria  | Uomini – Singolo | Markus Prock Austria                             | Jens Müller Germania                        | Gerhard Gleirscher Austria                  |
| 27 novembre 1994    | Igls         | Austria  | Uomini – Doppio  | Stefan Krauße Jan Behrendt Germania              | Christopher Thorpe Gordon Sheer Stati Uniti | Kurt Brugger Wilfried Huber Italia          |
| 3-4 dicembre 1994   | Winterberg   | Germania | Donne – Singolo  | Jana Bode Germania                               | Sylke Otto Germania                         | Gabriele Kohlisch Germania                  |
| 3-4 dicembre 1994   | Winterberg   | Germania | Uomini – Singolo | Markus Prock Austria                             | Armin Zöggeler Italia                       | Duncan Kennedy Stati Uniti                  |
| 3-4 dicembre 1994   | Winterberg   | Germania | Uomini – Doppio  | Kurt Brugger Wilfried Huber Italia               | Christopher Thorpe Gordon Sheer Stati Uniti | Yves Mankel Thomas Rudolph Germania         |
| 17-18 dicembre 1994 | Calgary      | Canada   | Donne – Singolo  | Sylke Otto Germania                              | Jana Bode Germania                          | Gabriele Kohlisch Germania                  |
| 17-18 dicembre 1994 | Calgary      | Canada   | Uomini – Singolo | Markus Prock Austria                             | Jens Müller Germania                        | Armin Zöggeler Italia                       |
| 17-18 dicembre 1994 | Calgary      | Canada   | Uomini – Doppio  | Stefan Krauße Jan Behrendt Germania              | Kurt Brugger Wilfried Huber Italia          | Christopher Thorpe Gordon Sheer Stati Uniti |
| 17-18 dicembre 1994 | Calgary      | Canada   | Donne – Singolo  | Gabriele Kohlisch Germania                       | Jana Bode Germania                          | Susi Erdmann Germania                       |
| 17-18 dicembre 1994 | Calgary      | Canada   | Uomini – Singolo | Jens Müller Germania                             | Markus Prock Austria                        | Wilfried Huber Italia                       |
| 17-18 dicembre 1994 | Calgary      | Canada   | Uomini – Doppio  | Stefan Krauße Jan Behrendt Germania              | Kurt Brugger Wilfried Huber Italia          | Christopher Thorpe Gordon Sheer Stati Uniti |
| 14-15 gennaio 1995  | Oberhof      | Germania | Donne – Singolo  | Gabriele Kohlisch Germania                       | Sylke Otto Germania                         | Jana Bode Germania                          |
| 14-15 gennaio 1995  | Oberhof      | Germania | Uomini – Singolo | Armin Zöggeler Italia                            | Markus Prock Austria                        | Norbert Huber Italia                        |
| 14-15 gennaio 1995  | Oberhof      | Germania | Uomini – Doppio  | Stefan Krauße Jan Behrendt Germania              | Yves Mankel Thomas Rudolph Germania         | Tobias Schiegl Markus Schiegl Austria       |
| 21-22 gennaio 1995  | Königssee    | Germania | Donne – Singolo  | Sylke Otto Germania                              | Gabriele Kohlisch Germania                  | Gerda Weissensteiner Italia                 |
| 21-22 gennaio 1995  | Königssee    | Germania | Uomini – Singolo | Armin Zöggeler Italia                            | Jens Müller Germania                        | Georg Hackl Germania                        |
| 21-22 gennaio 1995  | Königssee    | Germania | Uomini – Doppio  | Stefan Krauße Jan Behrendt Germania              | Kurt Brugger Wilfried Huber Italia          | Christopher Thorpe Gordon Sheer Stati Uniti |
| 28-29 gennaio 1995  | Saint Moritz | Svizzera | Donne – Singolo  | Gabriele Kohlisch Germania                       | Gerda Weissensteiner Italia                 | Susi Erdmann Germania                       |
| 28-29 gennaio 1995  | Saint Moritz | Svizzera | Uomini – Singolo | Georg Hackl Germania                             | Norbert Huber Italia                        | Armin Zöggeler Italia                       |
| 28-29 gennaio 1995  | Saint Moritz | Svizzera | Uomini – Doppio  | Gerhard Plankensteiner Oswald Haselrieder Italia | Christopher Thorpe Gordon Sheer Stati Uniti | Kurt Brugger Wilfried Huber Italia          |
| 11-12 febbraio 1995 | Sigulda      | Lettonia | Donne – Singolo  | Sylke Otto Germania                              | Gabriele Kohlisch Germania                  | Cammy Myler Stati Uniti                     |
| 11-12 febbraio 1995 | Sigulda      | Lettonia | Uomini – Singolo | Armin Zöggeler Italia                            | Wilfried Huber Italia                       | Markus Prock Austria                        |
| 11-12 febbraio 1995 | Sigulda      | Lettonia | Uomini – Doppio  | Christopher Thorpe Gordon Sheer Stati Uniti      | Stefan Krauße Jan Behrendt Germania         | Kurt Brugger Wilfried Huber Italia          |
| 18-19 febbraio 1995 | Altenberg    | Germania | Donne – Singolo  | Sylke Otto Germania                              | Cammy Myler Stati Uniti                     | Jana Bode Germania                          |
| 18-19 febbraio 1995 | Altenberg    | Germania | Uomini – Singolo | Armin Zöggeler Italia                            | Wilfried Huber Italia                       | Markus Prock Austria                        |
| 18-19 febbraio 1995 | Altenberg    | Germania | Uomini – Doppio  | Kurt Brugger Wilfried Huber Italia               | Christopher Thorpe Gordon Sheer Stati Uniti | Stefan Krauße Jan Behrendt Germania         |

## Classifiche

### Singolo uomini
| Pos. | Nome           | Nazione  |
| ---- | -------------- | -------- |
| 1    | Markus Prock   | Austria  |
| 2    | Armin Zöggeler | Italia   |
| 3    | Jens Müller    | Germania |

### Singolo donne
| Pos. | Nome              | Nazione  |
| ---- | ----------------- | -------- |
| 1    | Sylke Otto        | Germania |
| 2    | Gabriele Kohlisch | Germania |
| 3    | Jana Bode         | Germania |

### Doppio
| Pos. | Nome                            | Nazione     |
| ---- | ------------------------------- | ----------- |
| 1    | Stefan Krauße Jan Behrendt      | Germania    |
| 2    | Kurt Brugger Wilfried Huber     | Italia      |
| 3    | Christopher Thorpe Gordon Sheer | Stati Uniti |